# 斯瓦米巴格
斯瓦米巴格（Swamibagh），是印度北方邦Agra县的一个城镇。总人口1909（2001年）。

## 人口
该地2001年总人口1909人，其中男性985人，女性924人；0—6岁人口164人，其中男91人，女73人；识字率79.62%，其中男性为82.23%，女性为76.84%。